# Glemsgau

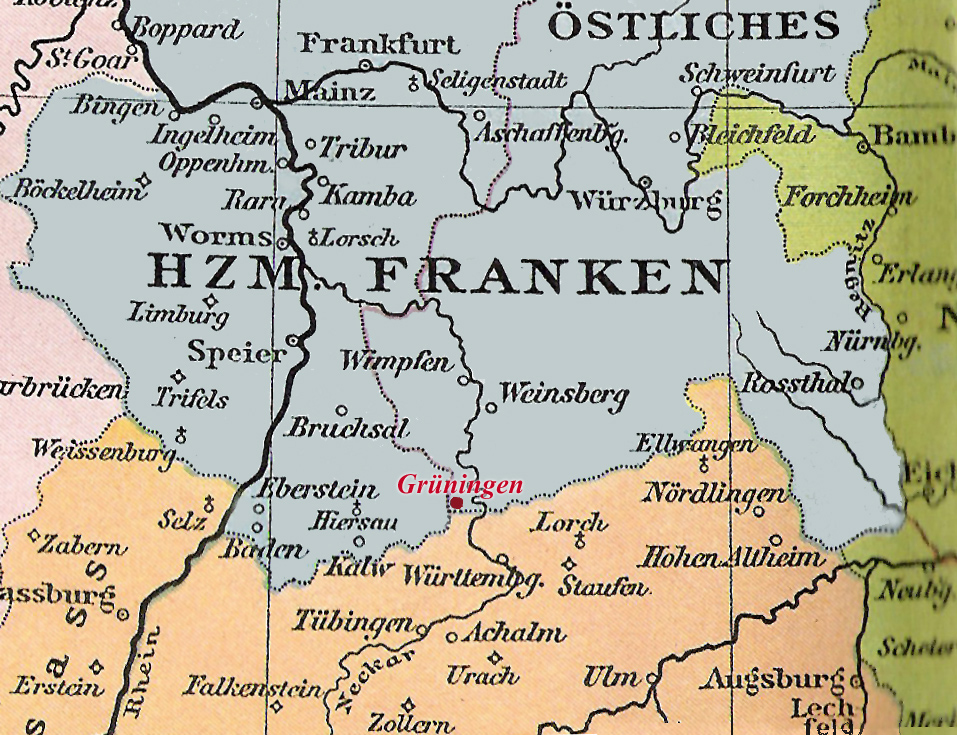
Die 496 eingerichtete fränkisch-alemannische Grenze durchschneidet südlich von Grüningen den Glemsgau

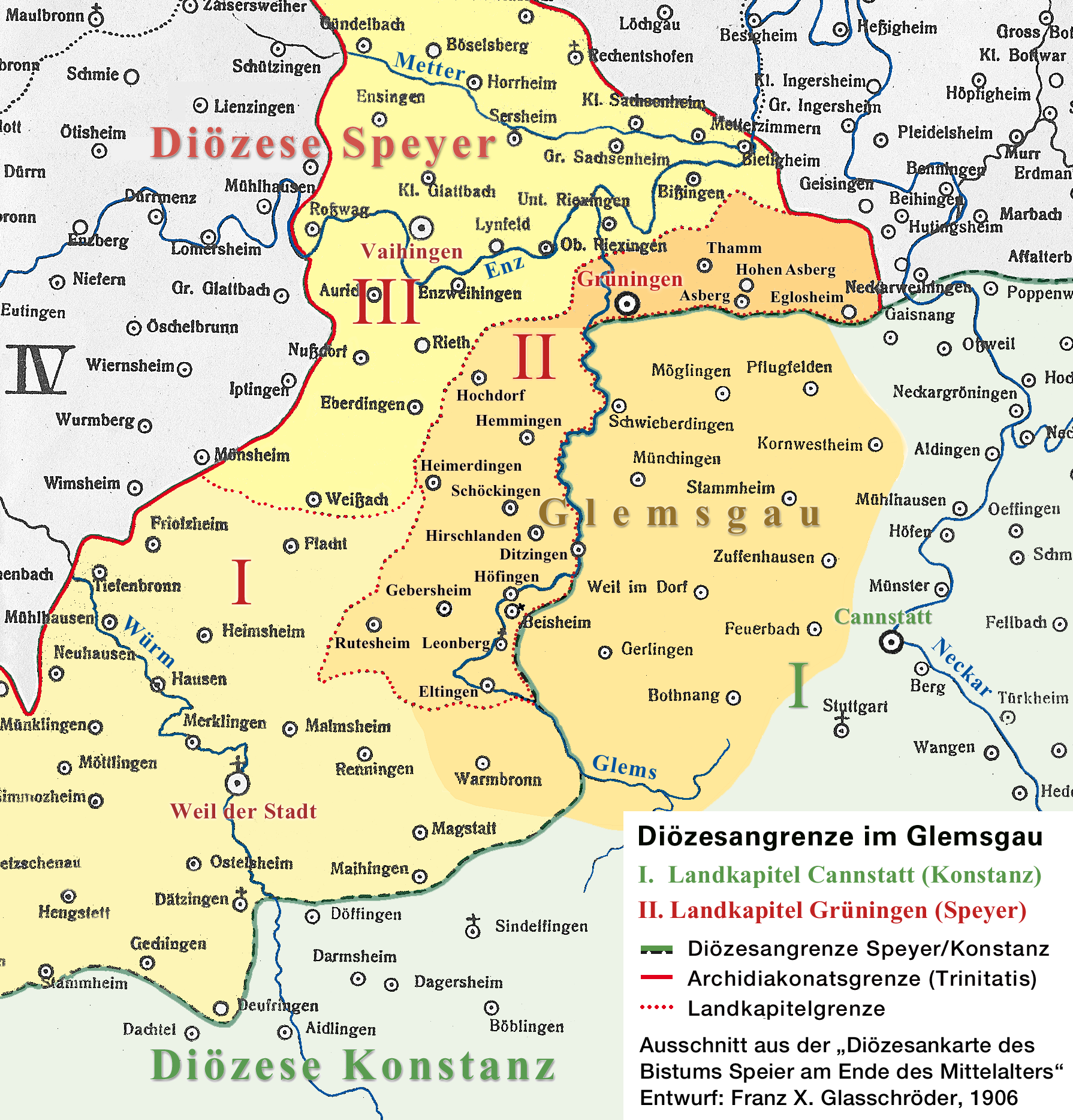
Wie die fränkische Mark teilte die Diözesangrenze den Glemsgau. Der westliche und südliche Teil gehörten zu den Landkapiteln Grüningen und Weil der Stadt des Bistums Speyer, der östliche zum Landkapitel Cannstatt des Bistums Konstanz

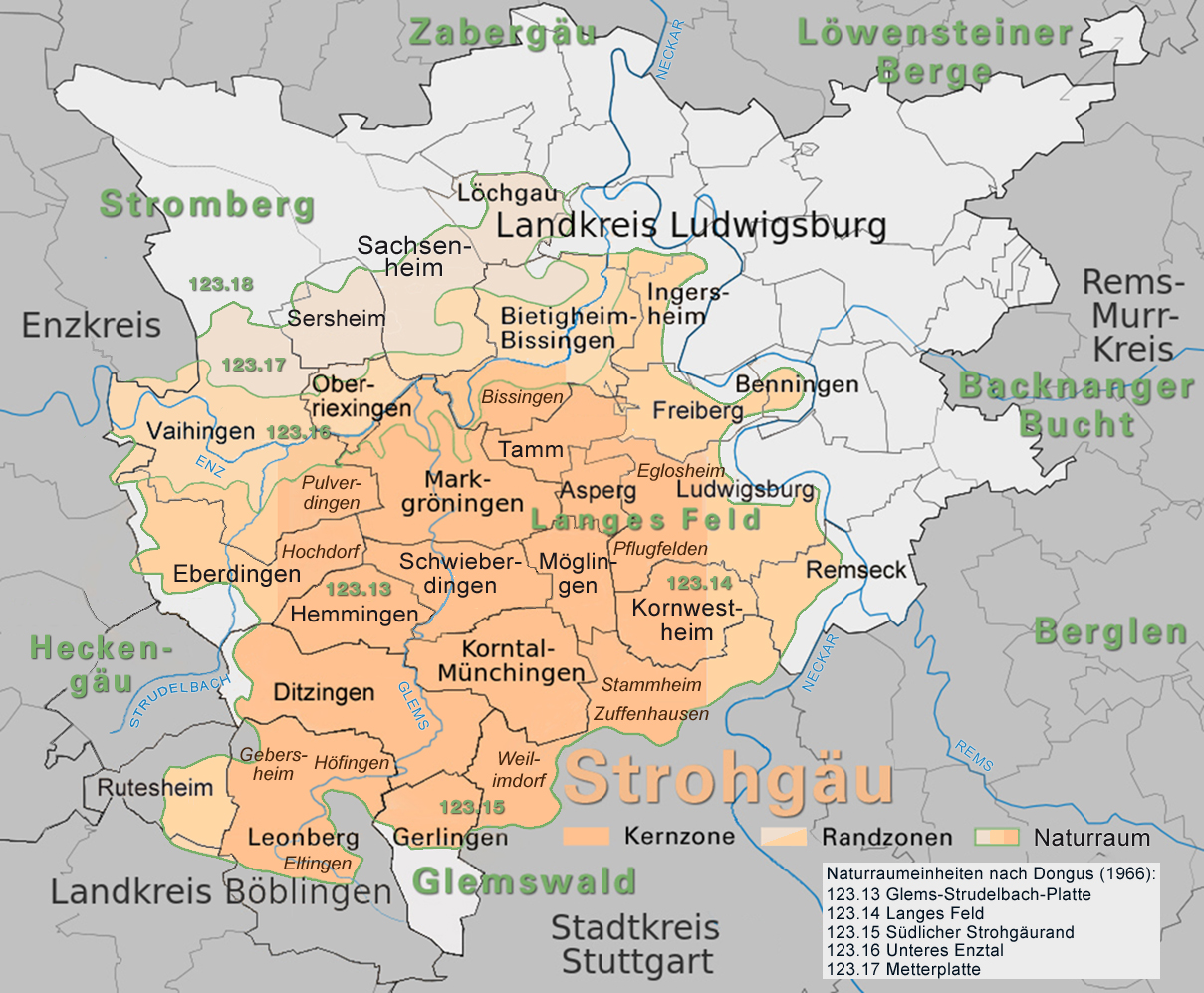
Überlieferte Kernzone des Strohgäus und aus geographischer Sicht einzubeziehende Randbereiche

Der Glemsgau (mundartlich auch „Glemisgowe“) in Baden-Württemberg zählt zu den um 750 vom karolingischen Hausmeier Karlmann eingeführten Gaugrafschaften, die in der Regel nach Flüssen, hier der Glems, benannt wurden. Der Herrschaftsbezirk des Glemsgaus ignoriert die fränkisch-alemannische „Demarkationslinie“ weitgehend und ist nahezu deckungsgleich mit der überlieferten Kernzone des fruchtbaren Strohgäus.

## Historische Geographie
Der Glemsgau liegt beiderseits der 496 festgelegten fränkisch-alemannischen Mark, die von der Hornisgrinde kommend bei Maichingen nach Nordosten verschwenkte und etwa ab dem „Glemseck“ oberhalb Eltingens der Glems nach Norden folgte, südlich von Markgröningen wieder nach Osten verschwenkte und südlich am Asperg vorbei zum Lemberg führte. Diese Grenzlinie schied denn auch die Bistümer Speyer und Konstanz, was sich im links und rechts der Glems gelegenen Ditzingen besonders niederschlug: Bis heute gibt es hier eine Speyrer und eine Konstanzer Kirche. Die kirchliche Zweiteilung des Glemsgaus durch die ehemalige fränkische Grenze zeigt die Karte des Landkapitels von Grüningen (heute Markgröningen). Im Gegensatz zur älteren kirchlichen Raumordnung ignorierte die unter Karlmann eingeführte politische Bezirksaufteilung in Gaugrafschaften offenbar die überkommene „Demarkationslinie“.
Der Glemsgau grenzt im Osten und Südosten an den Neckargau, im Südwesten und Westen an den Würmgau und im Nordwesten an den Enzgau. Eine Sonderstellung nahm am Nordrand das ausgemarkte Königsgut und spätere Reichslehen Grüningen ein, das keiner dieser Gaugrafschaften zugeordnet und dem Träger der Reichssturmfahne vorbehalten war. Im 11. Jahrhundert (bis 1121) war es allerdings zusammen mit dem Neckargau an die Grafen Werner „von Grüningen“ vergeben.

### Glemsgau-Orte
Aus frühmittelalterlichen Quellen lassen sich folgende Siedlungen dem Glemsgau zuweisen:
- Stammheim, Zuffenhausen, Zazenhausen, Viesenhausen, Feuerbach, Botnang und Weilimdorf, die heute zum Stadtkreis Stuttgart gehören;
- Warmbronn, Eltingen, Rutesheim, Gebersheim, Höfingen und die abgegangenen Orte Dulcheshausen und Beisheim bei Leonberg, die heute zum Landkreis Böblingen gehören;
- Heimerdingen, Hirschlanden, Schöckingen, Ditzingen, Gerlingen, Hemmingen, Münchingen, Vöhingen, Möglingen, Pflugfelden und Kornwestheim, die heute zum Landkreis Ludwigsburg gehören;
- Schwieberdingen dürfte ebenfalls von Anfang an hinzugezählt haben, lässt sich jedoch erst fürs 13. Jahrhundert als Glemsgau-Ort belegen.

Für die in der nördlichen Ostausbuchtung des Grüninger Landkapitels gelegenen Orte Tamm, Brachheim (Wüstung), Eglosheim und Asperg lassen sich, wie schon Stälin feststellte, keine Quellen für eine Zugehörigkeit zum Glemsgau finden. Nach Norden scheint die alte Grenze also aufgegriffen worden zu sein. Asperg wurde erst im 13. Jahrhundert als Sitz der Grafen von Asperg-Tübingen einbezogen. Das 1248 von Graf Ulrich I. von Württemberg gegründete Leonberg zählte nicht hinzu.

### Auflösung der Gaugrafschaft
Nachdem Graf Ulrich II. von Asperg-Tübingen seine Anteile am Glemsgau 1308 an Graf Eberhard I. von Württemberg verkauft hatte, ging der Glemsgau in der Grafschaft Württemberg auf, spielte als politischer Territorialbegriff keine Rolle mehr und wurde fortan lediglich als Bezeichnung für den Landstrich genutzt. So nutzte ihn das Dorf „Wyl im Glemsgawe“ noch lange als Cognomen, um sich von anderen Kommunen gleichen Namens (wie Weil im Schönbuch oder Weil der Stadt) zu differenzieren, und erinnert mit der „Glemsgaustraße“ daran. Letztlich setzte sich aber „Weil dem Dorf“ bzw. „Weilimdorf“ durch. Dementsprechend hatte sich in der Region das synonym verwendete „Strohgäu“ als Bezeichnung für den Landstrich durchgesetzt. Tatsächlich stimmt der ehemalige Herrschaftsbezirk des Glemsgaus nahezu mit der Kernzone der überlieferten Kulturlandschaft des Strohgäus überein, das aus physisch-geographischer Sicht allerdings etwas weiter gefasst und zum Naturraum Neckarbecken gezählt wird.
Unter württembergischer Herrschaft wurden die Glemsgau-Orte überwiegend zwischen den beiden Amtstädten Grüningen und Leonberg aufgeteilt. Die Gemeinden im Südosten kamen zu Stuttgart und Cannstatt. Kirchlich blieben die zum Bistum Speyer zählenden Orte einschließlich Leonbergs bis zur Reformation dem Landkapitel Grüningen des Archidiakonats Trinitatis unterstellt. Die östlich der fränkisch-alemannischen Mark gelegenen Orte gehörten zum Landkapitel Cannstatt. Beide Landkapitel lagen im 13. Jahrhundert in den Händen der Grafen von Grüningen: Ludwig von Grüningen, Sohn von Graf Hartmann II. von Grüningen und Domherr zu Augsburg, war Kirchherr von Grüningen und Cannstatt und damit Dekan für alle Kirchen im Glemsgau.

## Gaugrafen
Grafen des Glemsgaus waren:
- Lantbolt (769 bis 777 erwähnt)[5]

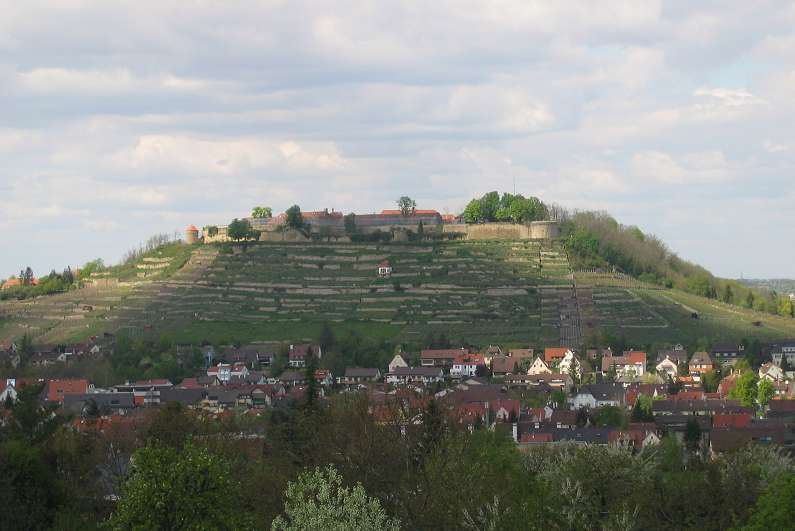
Ob der Asperg von Anfang an als Sitz der Glemsgau-Grafen diente, ist fraglich und gilt erst für die Grafen von Asperg-Tübingen als gesichert

- Gerold, Schwager Karls des Großen (794 erwähnt)[6]
- Gunthart (797 erwähnt)[5]
- Liubolt (880 erwähnt)[5]
- Gozbert (902 erwähnt)[7]
- Grafen von Ingersheim bzw. Calw (bis 1131)
- Markgraf Welf VI. und sein Sohn Welf VII. vom Geschlecht der Welfen (1131 bis 1180)[3]
- Pfalzgrafen von Tübingen (ab 1180)[8]
- Graf Ulrich II. von Asperg-Tübingen (bis 1308 letzter Glemsgau-Graf)[9]

## Sehenswürdigkeiten
- Siehe Liste der Orte im Strohgäu mit abgegangenen Siedlungen und Sehenswertem
- Siehe Liste der Glemsmühlen mit abgegangenen Mühlen